# Джон Александър Рейна Нюлендс
Джон Александър Рейна Нюлендс (на английски: John Alexander Reina Newlands) е английски аналитичен химик.
През 1864 г. той подрежда химичните елементи по възходящ ред по относителните им атомни маси и забелязва, че свойствата им се повтарят след всеки 8-и елемент. По аналогия на музикалната ска̀ла той нарича тази закономерност „закон на октавите“.
Независимо от него 5 години по-късно Димитрий Менделеев публикува разширен вариант на тази таблица, също подредена по възходящи атомни маси, която става основа на използваната в наши дни Периодична таблица.
Интересен факт от неговия живот е, че участва като доброволец за обединяване на Италия при Джузепе Гарибалди през 1860 г.